# Myaree
Myaree är en del av en befolkad plats i Australien. Den ligger i kommunen Melville och delstaten Western Australia, omkring 11 kilometer söder om delstatshuvudstaden Perth. Antalet invånare är 1 800.
Runt Myaree är det mycket tätbefolkat, med 1 754 invånare per kvadratkilometer.. Närmaste större samhälle är Perth, omkring 11 kilometer norr om Myaree. 
Runt Myaree är det i huvudsak tätbebyggt. Genomsnittlig årsnederbörd är 1 018 millimeter. Den regnigaste månaden är maj, med i genomsnitt 176 mm nederbörd, och den torraste är februari, med 9 mm nederbörd.